# Wellington (Utah)
Pour les articles homonymes, voir Wellington (homonymie).
La ville de Wellington est située dans le comté de Carbon, dans l’Utah, aux États-Unis. Elle comptait 1 666 habitants en 2004.

## Histoire
Wellington a été fondée en 1878 par treize mormons menés par Jefferson Tidwell. Elle a été nommée en hommage au juge Justus Wellington Seeley, Jr .

## Source
- (en) Cet article est partiellement ou en totalité issu de l’article de Wikipédia en anglais intitulé « Wellington, Utah » (voir la liste des auteurs).

1. ↑  Anthon Henrik Lund, The Utah Genealogical and Historical Magazine, Geneal. Society of Utah, 1922 (lire en ligne), p. 41.